# José Carlos de Carvalho Júnior
José Carlos de Carvalho Júnior (2 de setembro de 1847 – 28 de fevereiro de 1934)  foi um engenheiro que lutou na Guerra do Paraguai e um político brasileiro. É mais conhecido pela participação histórica na comissão de transporte do importante meteorito do Bendegó.

## Biografia

### Primeiros anos
Nasceu do casamento entre o 1º Tenente do Corpo de Bombeiros José Carlos de Carvalho e da senhora Antonia Ferraz de Carvalho em 2 de setembro de 1847, na cidade do Rio de Janeiro. Foi batizado na antiga Igreja de Sant'anna, demolida para a construção da Estrada de Ferro Central do Brasil.
Fez seus estudos preparatórios no tradicional Colégio Dom Pedro II.

### Guerra do Paraguai

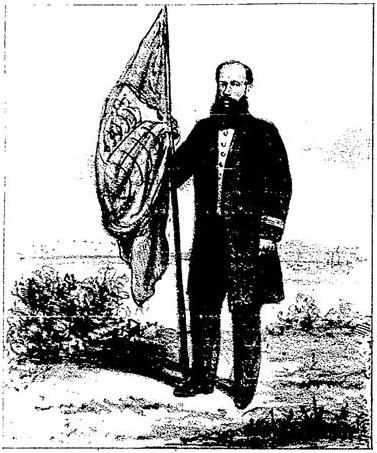
O almirante José Carlos de Carvalho fincando o pavilhão nacional em território paraguaio.

Em 1864, aos 17 anos, ingressa na carreira militar por meio da Escola de Marinha, como praça de aspirante.
Em 1865, segue para a Guerra do Paraguai, atuando no reconhecimento das águas do rio Paraná e mapeamento das baterias fortificadas. Em 1867, conclui o curso na Escola de Marinha, formando-se como guarda-marinha.
No Paraguai também participou, em 1868, do combate da Passagem de Humaitá, onde foi ferido. Por isso, foi promovido a 2° tenente e condecorado com a Ordem Imperial do Cruzeiro, como grão-cavaleiro.
Em 7 de setembro de 1867 foi novamente ferido, desta vez no combate que culminou na Rendição de Angostura. Também participou das tropas que ocuparam Assunção, no Paraguai. Pela participação na guerra, é condecorado em 1870, já no Rio de Janeiro, com a medalha do Mérito Militar por atos de bravura.

### Comissão Bendegó
Em 1871, conquista o título de engenheiro agrimensor após terminar as instruções. Desempenha diversos posições no país com a Marinha do Brasil, mas também atua em obras de engenharia, contratado por instituições privadas.Em 1887, José Carvalho foi condecorado com o Oficialato da Imperial Ordem da Rosa, por organizar a seção brasileira a ser apresentada na Exposição de caminhos de ferro em Paris.
Entre 1887 e 1888, José Carlos de Carvalho liderou uma comissão de engenheiros para o transporte e estudos científicos do maior meteorito encontrado no Brasil, o Meteorito do Bendegó. Essa expedição teve o intuito de transportar o meteorito da serra baiana de Bendegó para o Museu Nacional, na cidade do Rio de Janeiro. Seguiu acompanhado dos engenheiros Humberto Saraiva Antunes e Vicente José de Carvalho.
O transporte ocorreu por via terrestre em terrenos de condições adversas e com travessias de córregos, utilizando uma estrutura de trilhos planejada para este fim. A expedição durou 8 meses.
Em 1888, publica o "Relatório apresentado ao Ministério da Agricultura, Commércio e Obras Públicas e à Sociedade Brasileira de Geographia sobre a remoção do Meteorito de Bendegó do sertão da Província da Bahia para o Museu Nacional", relatando o andamento da difícil e longa expedição.
Essa tarefa já havia sido tentada em 1784, sem sucesso. Por conta do êxito da Comissão Bendegó, é agraciado com a Comenda da Imperial Ordem da Rosa  pela Princesa Isabel.

### Participação em insurgências, prisão e carreira como deputado
No Rio de Janeiro, em 1891 José Carlos de Carvalho participa da organização da primeira Revolta da Armada, que resultou na renúncia do presidente Deodoro da Fonseca. Por sua atividade nos atos de 10 de abril de 1892, é preso por conspiração contra o presidente Floriano Peixoto, sendo desterrado para o Forte de São Francisco Xavier de Tabatinga, então em ruínas. Esta fortificação militar se situava em local extremamente isolado, na foz do rio Javari, na fronteira entre o Estado do Amazonas e o Peru. Recebe anistia em 23 de agosto de 1892.
Ao retornar do exílio, participa da repressão à segunda Revolta da Armada em 1893, promovida por unidades da Marinha do Brasil contra o então presidente Floriano Peixoto. Em 1894 já havia chegado ao posto de Capitão de Mar e Guerra honorário. 
José Carlos também foi deputado federal. 

Em 1910, tomou parte nas negociações com os marinheiros amotinados por ocasião da Revolta da Chibata, comandada por João Cândido. Em discurso na Câmara dos Deputados, após visitar um dos navios tomados pelos revoltosos, salienta como os marinheiros eram castigados por seus superiores:
"Mandaram vir a minha presença, Sr. Presidente, uma praça que tinha sido castigada ante-hontem. Examinei essa praça e trouxe-a commigo para terra para ser recolhida ao Hospital da Marinha. Presidente, as costas desse companheiro assemelham-se a uma tainha lanhada para ser salgada".
Também em 1910, foi elevado a contra-almirante e, em seguida, reformado da carreira militar.

### Últimos anos
Também foi membro da Sociedade Brasileira de Geografia e outras associações científicas durante muitos anos de sua vida até o fim de sua carreira como engenheiro, época em que também estava aposentado da carreira militar na Marinha do Brasil.

## Obras
- "Relatório apresentado ao Ministério da Agricultura, Commércio e Obras Públicas e à Sociedade Brasileira de Geographia sobre a remoção do Meteorito de Bendegó do sertão da Província da Bahia para o Museu Nacional" (1888);
- "Livro da minha vida: na guerra, na paz e nas revoluções:1847-1910" (1912);
- Deus, pátria e família: a fé de ofício de um brasileiro carioca" (1925).

## Galeria

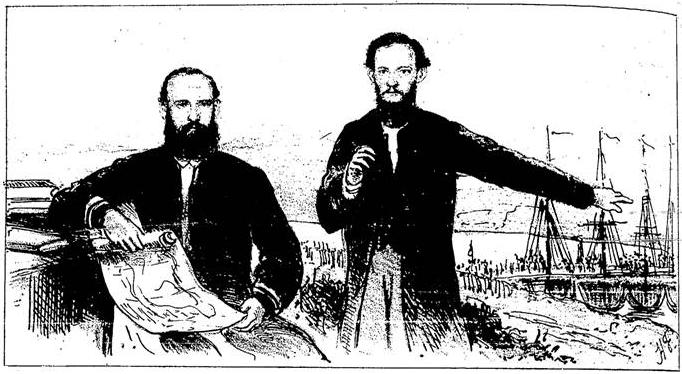
O almirante José Carlos de Carvalho Júnior, chefe da comissão de engenheiros do exército e seu secretário, o Capitão Luiz Vieira Ferreira.
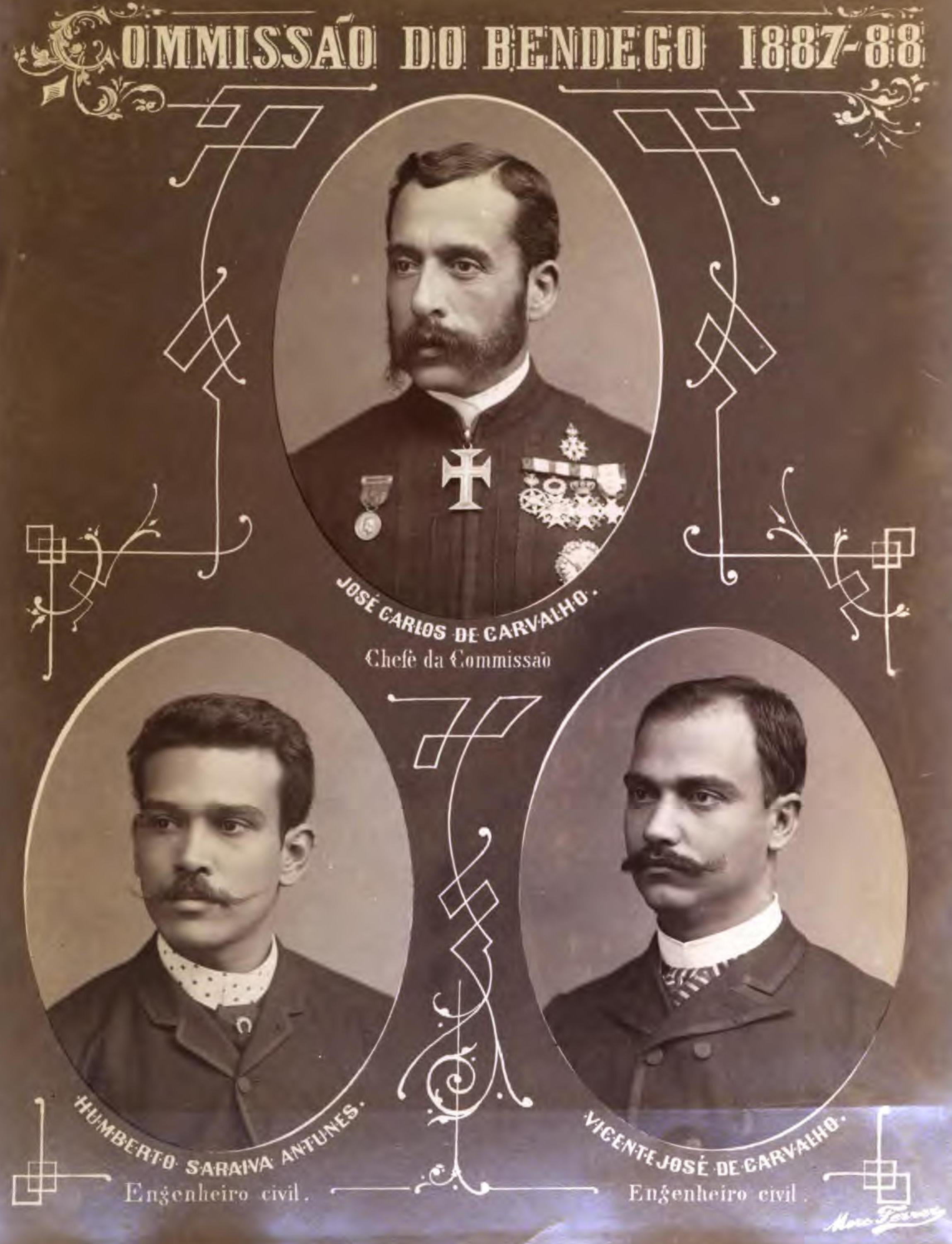
José Carlos de Carvalho como chefe da Comissão Bendegó em 1887-1888, ao lado dos engenheiros Humberto Saraiva Antunes e Vicente José de Carvalho.
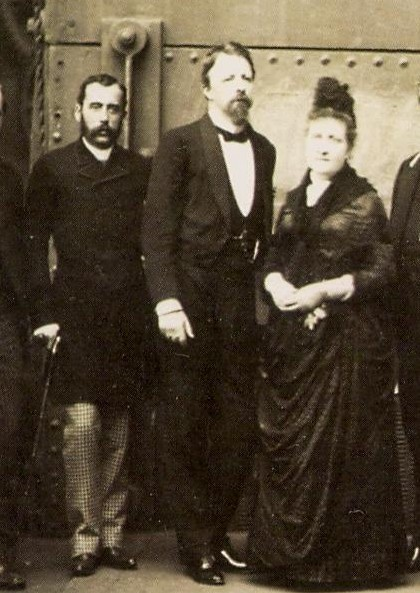
José Carlos de Carvalho Júnior, acompanhado por Gastão de Orléans e pela Princesa Isabel, em visita a usina dedicada à fabricação de armamentos militares, 1886.